# Juara Airport
Juara Airport är en flygplats i Brasilien.   Den ligger i kommunen Juara och delstaten Mato Grosso, i den centrala delen av landet, 1 200 km väster om huvudstaden Brasília. Juara Airport ligger 244 meter över havet.
Terrängen runt Juara Airport är platt. Runt Juara Airport är det mycket glesbefolkat, med 3 invånare per kvadratkilometer..
Omgivningarna runt Juara Airport är en mosaik av jordbruksmark och naturlig växtlighet.